# Shannon Whirry
Shannon Meta Whirry (ur. 7 listopada 1964 w Green Lake) – amerykańska aktorka filmowa i telewizyjna.

## Życiorys

### Wczesne lata
Urodziła się w Green Lake w stanie Wisconsin. Ukończyła American Academy of Dramatic Arts w Nowym Jorku. 

### Kariera
Zadebiutowała w 1991 roku w filmie akcji Szukając sprawiedliwości (Out for Justice) ze Stevenem Seagalem w roli głównej. 
W pierwszej połowie lat dziewięćdziesiątych wystąpiła w kilkunastu filmach klasy B, filmach erotycznych oraz w produkcjach spod znaku Playboy TV. 
Pod koniec lat dziewięćdziesiątych grywała w filmach pornograficznych z gatunku softcore, science-fiction i horrorach, a także popularnych serialach amerykańskich jak: Ostry dyżur, Zwariowany świat Malcolma czy Felicity. Pojawiła się również w gościnnej roli w komedii braci Farelli pt. Ja, Irena i Ja. Uznawana za aktorską ikonę jeżeli chodzi o filmy z gatunku „thriller erotyczny” obok takich aktorek jak Shannon Tweed czy Tanya Roberts.

## Wybrana filmografia
- Szukając sprawiedliwości (Out for Justice, 1991) jako Terry Malloy
- Zwierzęcy instynkt (Animal Instincts, 1992) jako Joanna Cole
- Strefa wpływów (Body of Influence, 1993) jako Laura / Lana
- Mirror Images 2 (1994) jako Carrie / Terrie
- Zwierzęcy instynkt 2 (Animal Instincts 2, 1994) jako Joanna Cole
- Ostatnie wyzwanie (Dangerous Prey, 1995) jako Robin
- Miłosna obsesja (Private Obsession, 1995) jako Emanuelle Griffith
- Apokalipsa (Omega Doom, 1996) jako Zed, przywódczyni Androidów
- Ja, Irena i Ja (Me, Myself & Irene, 2000) jako piękna mama